# Đại học Bắc Kinh
Đại học Bắc Kinh (tiếng Trung: 北京大學/北京大學 (Bắc Kinh Đại học)/ Běijīng Dàxué),  thường được gọi tắt là Bắc Đại (北大, Běidà) là một trường đại học tại Bắc Kinh, Trung Quốc, đây là trường đại học top đầu tại Trung Quốc cùng với đại học Thanh Hoa. Trường được thành lập năm 1898 thay thế Quốc Tử Giám cổ và là một trong những trường đại học lâu đời nhất Trung Quốc. Đến năm 1920, nó đã trở thành trung tâm của những tư tưởng cấp tiến. Hiện nay, rất nhiều bảng xếp hạng quốc gia và quốc tế thường xuyên xếp đại học Bắc Kinh là đại học hàng đầu của Trung Quốc. Ngoài học thuật, Đại học Bắc Kinh đặc biệt nổi tiếng với vẻ đẹp kiến trúc truyền thống của Trung Hoa và khu vực khuôn viên trường.

## Lịch sử
Đại học Bắc Kinh được thành lập tại Bắc Kinh tháng 12 năm 1898 trong thời kỳ Bách Nhật Duy Tân với tên gọi ban đầu là Kinh Sư Đại học đường giản thể: 京师大学堂; phồn thể: 京師大學堂; bính âm: jīng shī dà xué táng. Năm 1912, tiếp sau cuộc Cách mạng Tân Hợi, Kinh Sư Đại học đường được đổi tên thành Quốc lập Bắc Kinh Đại học (國立北京大學).
Học giả nổi tiếng Thái Nguyên Bồi đã được bổ nhiệm làm hiệu trưởng vào ngày 4 tháng 1 năm 1917 và ông đã giúp cho việc chuyển đổi trường đại học này thành trường đào tạo bậc đại học lớn nhất Trung Quốc với 14 bộ môn và số lượng sinh viên 2000 vào thời điểm đó. Thái Nguyên Bồi là người ngưỡng mộ mô hình tự do học thuật của Đức, đã tuyển mộ một đội ngũ cán bộ giảng dạy đa dạng về trí thức bao gồm Hồ Thích, Trần Độc Tú, và Lỗ Tấn. Năm 1919, các sinh viên của Đại học Bắc Kinh đã lập thành một nhóm phản đối phong trào Ngũ Tứ. Các nỗ lực của chính quyền Bắc Dương nhằm chấm dứt các cuộc phản đối với hành động đóng cửa Đại học Bắc Kinh đã khiến cho Thái Nguyên Bồi từ chức. Năm 1920, Đại học Bắc Kinh đã trở thành trường đại học thứ hai của Trung Quốc, sau Đại học Nam Kinh, chấp nhận nữ sinh viên.
Trong thời kỳ Chiến tranh Trung-Nhật thứ 2 (dẫn đến việc Nhật Bản chiếm đóng phía Đông Trung Quốc), Đại học Bắc Kinh được dời đến Côn Minh và tạo thành Đại học Liên hiệp Tây Nam, cùng với Đại học Thanh Hoa và Đại học Nam Khai. Năm 1946, Sau Chiến tranh thế giới thứ hai, Đại học Bắc Kinh được dời trở lại Bắc Kinh. Vào lúc đó, trường bao gồm sáu viện (Nghệ thuật, Khoa học, Luật, Y khoa, Kỹ thuật, và Nông nghiệp), và một viện nghiên cứu nhân văn. Số lượng sinh viên lúc đó có 3000. Sau khi Cộng hòa Nhân dân Trung Hoa được thành lập năm 1949, Đại học Yên Kinh được sáp nhập vào Đại học Bắc Kinh và Đại học Bắc Kinh mất chữ "quốc lập" do dưới chế độ xã hội chủ nghĩa lúc đó mọi trường đại học đều là quốc lập. Năm 1952, Đại học Bắc Kinh được dời từ trung tâm Bắc Kinh đến khu trường sở Yên Kinh. Năm 2000, Đại học Y khoa Bắc Kinh được sáp nhập vào Đại học Bắc Kinh và trở thành Cơ sở Khoa học Y tế Bắc Kinh.

## Hiện nay
Đại học Bắc Kinh là một trường đại học trọng điểm cũng như đại học trọng điểm quốc gia. Trường có 30 viện và 12 bộ môn với 93 chuyên ngành đại học, hai chuyên ngành văn bằng 2, 199 chuyên ngành cho các ứng viên thạc sĩ và 173 chuyên ngành cho ứng viên tiến sĩ. Trong khi vẫn đặt trọng tâm vào khoa học cơ bản, trường cũng đã đặc biệt chú ý đế việc phát triển khoa học ứng dụng.
Hiện tại, Đại học Bắc Kinh có 216 viện và trung tâm nghiên cứu trong đó có 2 trung tâm nghiên cứu kỹ thuật quốc gia. Phần lớn các cuộc xếp hạng các trường đại học Trung Quốc đều xếp Đại học Bắc Kinh trong nhóm các trường đại học hàng đầu ở Trung Quốc . The Times Higher Education Supplement năm 2006 xếp hạng Đại học Bắc Kinh là trường đại học tốt thứ 14 thế giới, xếp hạng cao nhất ở châu Á; một xếp hạng tương tự năm 2007 xếp trường này ở hạng 36th, và xếp hạng năm 2008 thì trường này đứng thứ 50 
Human Resources & Labor Review xuất bản trong Chasecareer Network, xếp trường này thứ 41 về mặt quốc tế trong năm 2009.
The Academic Ranking of World Universities 2008 xếp trường này giữa hạng 201 và 300.

## Các khu trường sở
Khuôn viên của Đại học Bắc Kinh nằm ở Tây Bắc Bắc Kinh, ở quận Haidian dành riêng cho các trường đại học. Trường nằm ở khu vực các khu ngự uyển của Nhà Thanh trước đây với những cảnh quan và tòa nhã tạo dựng theo phong cách Trung Hoa. Cùng với Đại học Thanh Hoa kề bên, Đại học Bắc Kinh được biết đến khắp Trung Quốc là trường có khuôn viên đẹp nhất. Ngoài khuôn viên của Đại học Bắc Kinh là Trung tâm Khoa học Y tế Đại học Bắc Kinh nằm ở đường Xue Yuan nơi có các viện danh tiếng nhất Trung Quốc tọa lạc.

## Sinh viên quốc tế
Đại học Bắc Kinh là một trong những trường có đông sinh viên quốc tế theo học nhất Trung Quốc. Các ký túc xá của sinh viên quốc tế nằm ở "Shao Yuan" (Shao Viên). Mỗi năm, Đại học Bắc Kinh có khoảng 2000 sinh viên quốc tế theo học. Khoảng 40% sinh viên quốc tế là người Triều Tiên, 60% là các nước khác bao gồm Tây Âu, Bắc Mỹ, Nam Mỹ và Châu Á, Úc cũng như châu Phi. Đại học Bắc Kinh là một thành viên của Universitas 21, một tổ chức quốc tế các đại học nghiên cứu.

## Sự kiện khác
Ngày 3 tháng 2 năm 1996, một tiểu hành tinh vành đai chính được phát hiện bởi Chương trình tiểu hành tinh Bắc Kinh Schmidt CCD ở Xinglong, Trung Quốc và được đặt tên là 7072 Beijingdaxue, theo tên của Đại học Bắc Kinh (Beijing daxue).

## Các cựu sinh viên, người quản lý và cán bộ giảng dạy nổi tiếng

### Cán bộ giảng dạy
- Tiền Huyền Đồng - nhà ngôn ngữ
- Cô Hồng Minh - nhà văn
- Trần Độc Tú - đồng sáng lập Đảng Cộng sản Trung Quốc
- Lỗ Tấn - nhà văn
- Thẩm Thung Văn - nhà văn
- Hồ Thích - nhà triết học và nhà văn
- Lâm Ngữ Đường - nhà văn
- Phí Hiếu Thông - nhà nghiên cứu xã hội học và nhân chủng học
- Vương Tiểu Ba - nhà văn
- Hạ Vệ Phương - nhà cải cách tư pháp
- Vương Thiết Nhai - luật gia, thẩm phán Tòa án hình sự quốc tế
- Lý Hạo Bồi - luật gia, thẩm phán Tòa án hình sự quốc tế
- Bertrand Russell - giảng viên Triết học (1920-21)

### Nhà quản lý
- Thái Nguyên Bồi
- Lý Đại Chiêu - sau này đồng sáng lập Đảng Cộng sản Trung Quốc

### Sinh viên

#### Nhà văn
- Phạm Trường Giang - nhà báo và nhà văn
- Phùng Hữu Lan - triết gia
- Hàn Tố Âm - nhà văn
- Mao Thuẫn - nhà văn và nhà báo
- Từ Chí Ma - nhà thơ
- Trương Thừa Chí - nhà văn
- Châu Tự Thanh - nhà thơ

### Người làm công trước đây
- Mao Trạch Đông - nhân viên thư viện, lãnh đạo Đảng Cộng sản Trung Quốc